# USS William J. Pattison (APD-104)
USS William J. Pattison (APD-104) là một tàu vận chuyển cao tốc lớp Crosley, nguyên được cải biến từ chiếc DE-594, một tàu hộ tống khu trục lớp Rudderow, và đã phục vụ cùng Hải quân Hoa Kỳ trong Chiến tranh Thế giới thứ hai. Nó là chiếc tàu chiến duy nhất của Hải quân Hoa Kỳ được đặt cái tên này, theo tên hạ sĩ quan William Joseph Pattison (1921-1943), người từng phục vụ cùng tàu khu trục Eberle (DD-430), đã tử trận trong hoạt động chiếm giữ tàu vượt phong tỏa Đức Karin vào ngày 10 tháng 3, 1943 tại Nam Đại Tây Dương và được truy tặng Huân chương Chữ thập Hải quân. Nó đã phục vụ cho đến khi chiến tranh kết thúc, xuất biên chế năm 1946, rồi cuối cùng bị bán để tháo dỡ vào năm 1962.

## Thiết kế và chế tạo
Thiết kế của lớp Crosley dựa trên việc cải biến lớp tàu hộ tống khu trục Rudderow. Cấu trúc thượng tầng con tàu được mở rộng, đồng thời tháo dỡ bớt vũ khí trang bị để lấy chỗ bố trí nơi nghỉ cho 162 binh lính được vận chuyển cùng khoảng 40 tấn trang bị. Hệ thống động lực tương tự như với các lớp Buckley và Rudderow; là kiểu động cơ turbine-điện General Electric, cung cấp điện năng cho mô-tơ điện để dẫn động hai trục chân vịt.
Dàn vũ khí được giữ lại bao gồm một khẩu pháo 5 inch (130 mm)/38 cal bố trí một phía trước mũi; ba khẩu đội pháo phòng không Bofors 40 mm nòng đôi và sáu pháo phòng không Oerlikon 20 mm; vũ khí chống ngầm gồm hai đường ray Mk. 9 để thả mìn sâu. Thủy thủ đoàn đầy đủ bao gồm 15 sĩ quan và 168 thủy thủ; và con tàu được bố trí tiện nghi để vận chuyển 12 sĩ quan cùng 150 binh lính đổ bộ.
William J. Pattison được đặt lườn như là chiếc DE-594 tại Xưởng tàu Bethlehem-Hingham ở Hingham, Massachusetts vào ngày 4 tháng 1, 1944. Nó được hạ thủy vào ngày 15 tháng 2, 1944, được đỡ đầu bởi cô Sally McKillop. Đang khi được hoàn thiện, con tàu được xếp lại lớp như một tàu vận chuyển cao tốc vào ngày 17 tháng 7, 1944, mang ký hiệu lườn mới APD-104, và nhập biên chế cùng Hải quân Hoa Kỳ vào ngày 27 tháng 2, 1945 dưới quyền chỉ huy của Hạm trưởng, Thiếu tá Hải quân Leslie W. Bennett.

## Lịch sử hoạt động
Sau khi hoàn tất việc chạy thử máy huấn luyện tại khu vực vịnh Guantánamo, Cuba và thực hành đổ bộ tại Hampton Roads, Virginia, William J. Pattison được sửa chữa sau chạy thử máy tại Xưởng hải quân Portsmouth từ ngày 20 đến ngày 27 tháng 4, 1945. Được chuẩn bị để điều động sang khu vực Mặt trận Thái Bình Dương, nó khởi hành từ Portsmouth, New Hampshire để đi đến New York, nơi nó gặp gỡ tàu vận tải General William Weigel (AP-119) để cùng khởi hành đi sang khu vực Tây Ấn vào ngày 1 tháng 5. Sau chặng dừng tại San Juan, Puerto Rico từ ngày 4 đến ngày 8 tháng 5, họ tiếp tục đi đến vùng kênh đào Panama vào ngày 10 tháng 5, băng qua kênh đào hai ngày sau đó để tiếp tục hướng đến San Diego, California. Trên đường đi nó đã hỗ trợ y tế khẩn cấp cho một thủy thủ tàu buôn bị viêm ruột thừa, và chỉ đi đến San Diego vào ngày 22 tháng 5.
Ở lại cảng San Diego hai ngày, William J. Pattison cùng hai tàu chị em  Begor (APD-127) và Cavallaro (APD-128) lên đường vào ngày 24 tháng 5 để hướng sang quần đảo Hawaii, tiến hành thực tập tác xạ và chiến thuật trên đường đi. Đến Trân Châu Cảng vào ngày 30 tháng 5, nó trải qua hai tuần lễ tiếp theo thực hành đổ bộ và huấn luyện phối hợp cùng các đội phá hoại dưới nước (UDT: Underwater Demolition Team) tại vùng biển Hawaii, chủ yếu tại Maui.
Vào ngày 13 tháng 6, William J. Pattison đón lên tàu mười sĩ quan cùng 50 binh lính, rồi cùng Cavallaro và tàu buôn SS Cape Meares khởi hành đi sang khu vực quần đảo Marshall. Họ đi đến vào ngày 21 tháng 6, rồi lại cùng một đoàn tàu vận tải khởi hành hai ngày sau đó để đi sang Ulithi thuộc quần đảo Caroline. Con tàu ở lại Ulithi từ ngày 26 tháng 6 đến ngày 1 tháng 7, rồi lên đường đi sang Leyte thuộc quần đảo Philippine. Nó ở lại vùng biển Philippines trong tám ngày rồi quay trở lại Ulithi vào ngày 12 tháng 7.
Vào cuối tháng 7 và đầu tháng 8, thực hiện William J. Pattison hai chuyến đi từ Ulithi đến Okinawa. Con tàu đang trên đường từ Okinawa đến quần đảo Mariana khi Nhật Bản chấp nhận đầu hàng vào ngày 15 tháng 8, 1945 giúp chấm dứt vĩnh viễn cuộc xung đột. Nó đi đến Guam vào ngày 17 tháng 8 và đón lên tàu Đội UDT-15, rồi lên đường ba ngày sau đó, cùng với Begor và một đội tàu đổ bộ LST gia nhập Đệ Tam hạm đội ngoài khơi Nhật Bản. Hai chiếc tàu vận chuyển cao tốc tách khỏi các tàu LST và sáp nhập cùng thành phần chính của Đệ Tam hạm đội vào đêm 24-25 tháng 8.

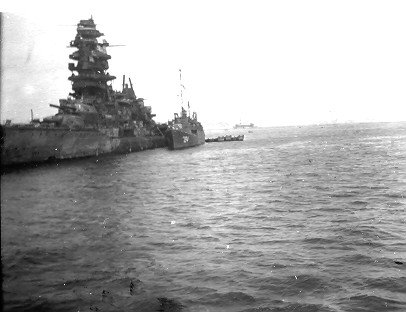
USS William J. Pattison (bên phải) bên cạnh thiết giáp hạm Nagato trong vịnh Tokyo, tháng 9 năm 1945.

Đi đến vịnh Tokyo vào xế trưa ngày 27 tháng 8, William J. Pattison bắt đầu tham gia vào hoạt động chiếm đóng Nhật Bản. Vào ngày 30 tháng 8, nó hỗ trợ cho lực lượng Thủy quân Lục chiến tiếp quản Căn cứ Hải quân Yokosuka, và Đội UDT của nó đã thanh sát các phương tiện tại cảng này. Sau đó con tàu tham gia giải giới các tàu chiến Nhật Bản bị chiếm giữ. Trong một tháng tiếp theo, nó di chuyển giữa các cảng tại các đảo chính quốc Nhật Bản, trinh sát nhằm chuẩn bị cho việc chiếm đóng và giúp vào việc giải giới các dự án quân sự. Nó lên đường vào ngày 30 tháng 9 cho hành trình quay trở về Hoa Kỳ, ghé qua Guam, Eniwetok và Trân Châu Cảng trước khi về đến San Diego vào ngày 22 tháng 10.
William J. Pattison phục vụ cùng Lực lượng Đổ bộ Hạm đội Thái Bình Dương cho đến đầu năm 1946, khi nó đi sang vùng bờ Đông để đến Green Cove Springs, Florida. Con tàu được cho xuất biên chế tại đây vào tháng 3, 1946 và được đưa về Hạm đội Dự bị Đại Tây Dương. Tên nó được cho rút khỏi danh sách Đăng bạ Hải quân vào ngày 1 tháng 6, 1960, và con tàu bị bán cho hãng First Steel and Ship Corporation tại Thành phố New York để tháo dỡ vào ngày 18 tháng 1, 1962.

## Phần thưởng
Nguồn: Navsource Naval History
|  |  |  |
|  |  |  |

| Huân chương Chiến dịch Hoa Kỳ                 |                                      |                                         |
| Huân chương Chiến dịch Châu Á-Thái Bình Dương | Huân chương Chiến thắng Thế Chiến II | Huân chương Phục vụ Chiếm đóng Hải quân |